# District historique de King William
Le district historique de King William, ou King William Historic District en anglais, est un district historique de la ville américaine de San Antonio, au Texas. Il est inscrit au Registre national des lieux historiques depuis le 20 janvier 1972 et comprend notamment la Carl Wilhelm August Groos House,  la J.M. and Birdie Nix House et l'Oge House, des maisons faisant toutes partie des Recorded Texas Historic Landmarks.